# ساموثراکی
ساموثراکی (به یونانی: Σαμοθράκη) جزیره‌ای ناهموار و متعلق به یونان در شمال دریای اژه است. ساموثراکی ۱۷۸ کیلومتر مربع وسعت دارد. جمعیت آن در سال ۲۰۱۱ میلادی، ۲٬۸۵۹ نفر بوده‌است. ماهی‌گیری و گردشگری دو صنعت مهم آن هستند. بلندترین نقطه جزیره در مرکز آن است و ۱۶۰۰ متر ارتفاع دارد که بلندترین نقطه در دریای اژه نیز می‌باشد.
پیکرهٔ مشهور پیروزی بالدار ساموتراس در سال ۱۸۶۳ در این جزیره یافت شد که اکنون در موزه لوور نگهداری می‌شود.

## نگارخانه

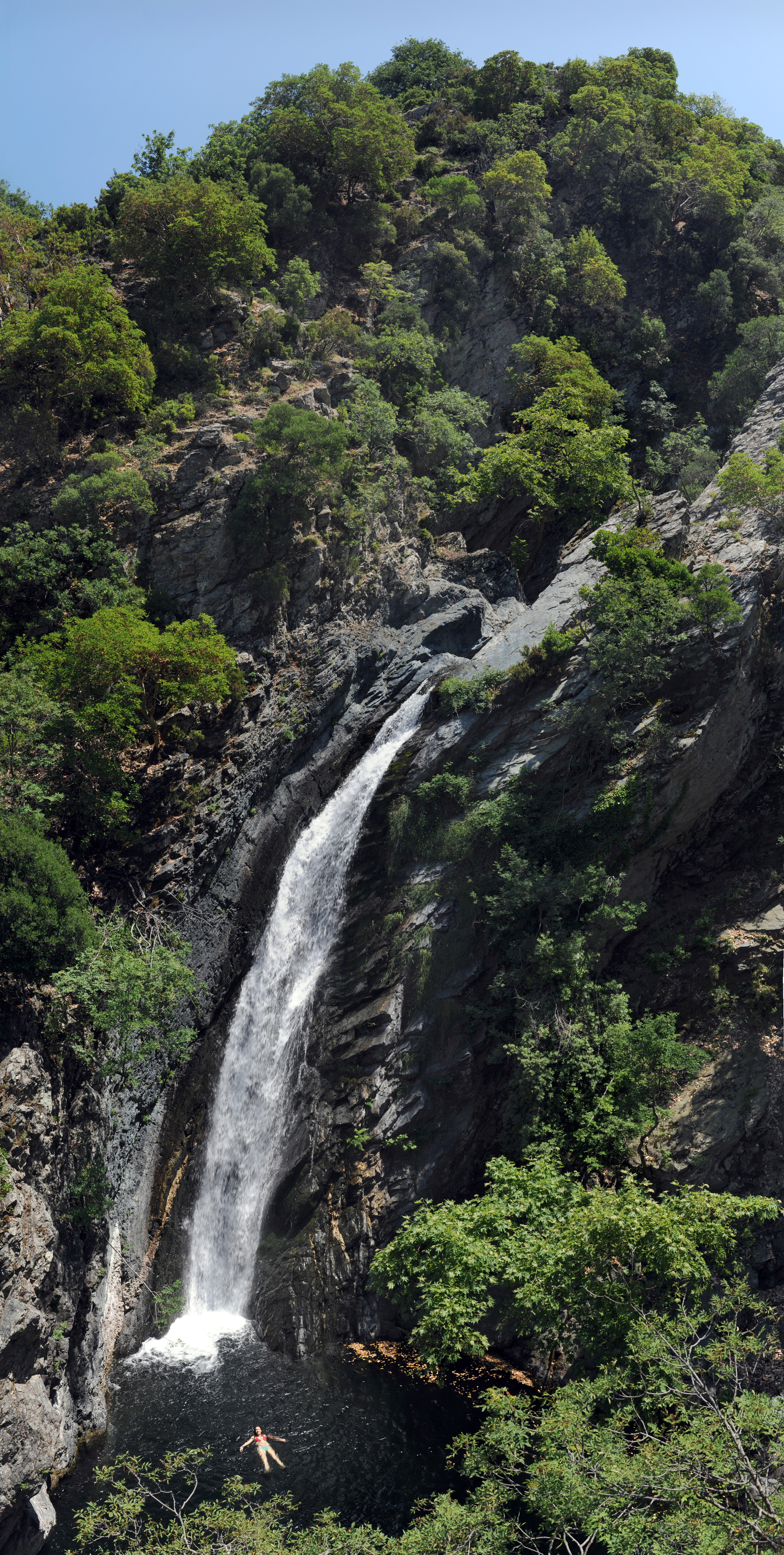
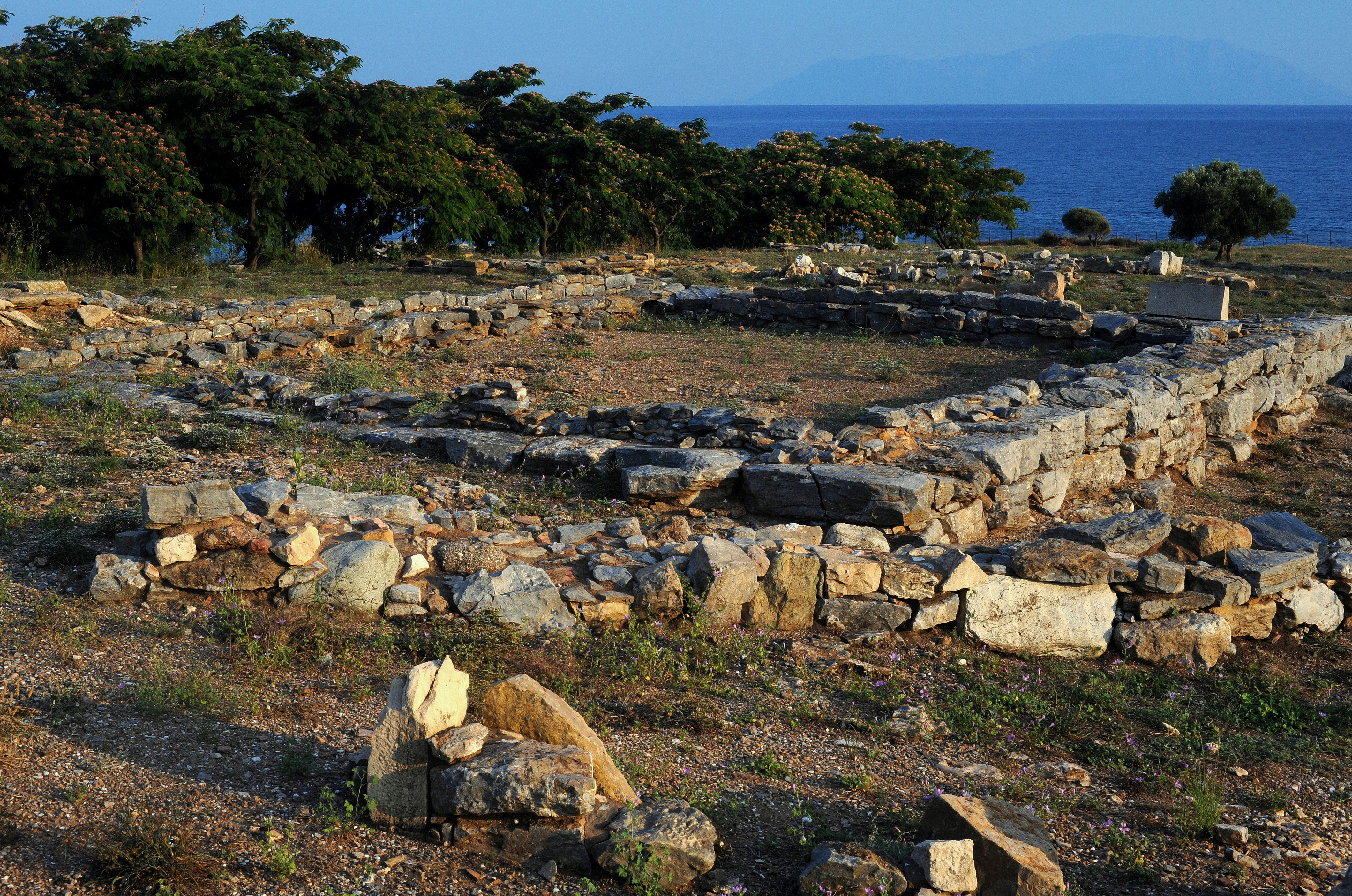
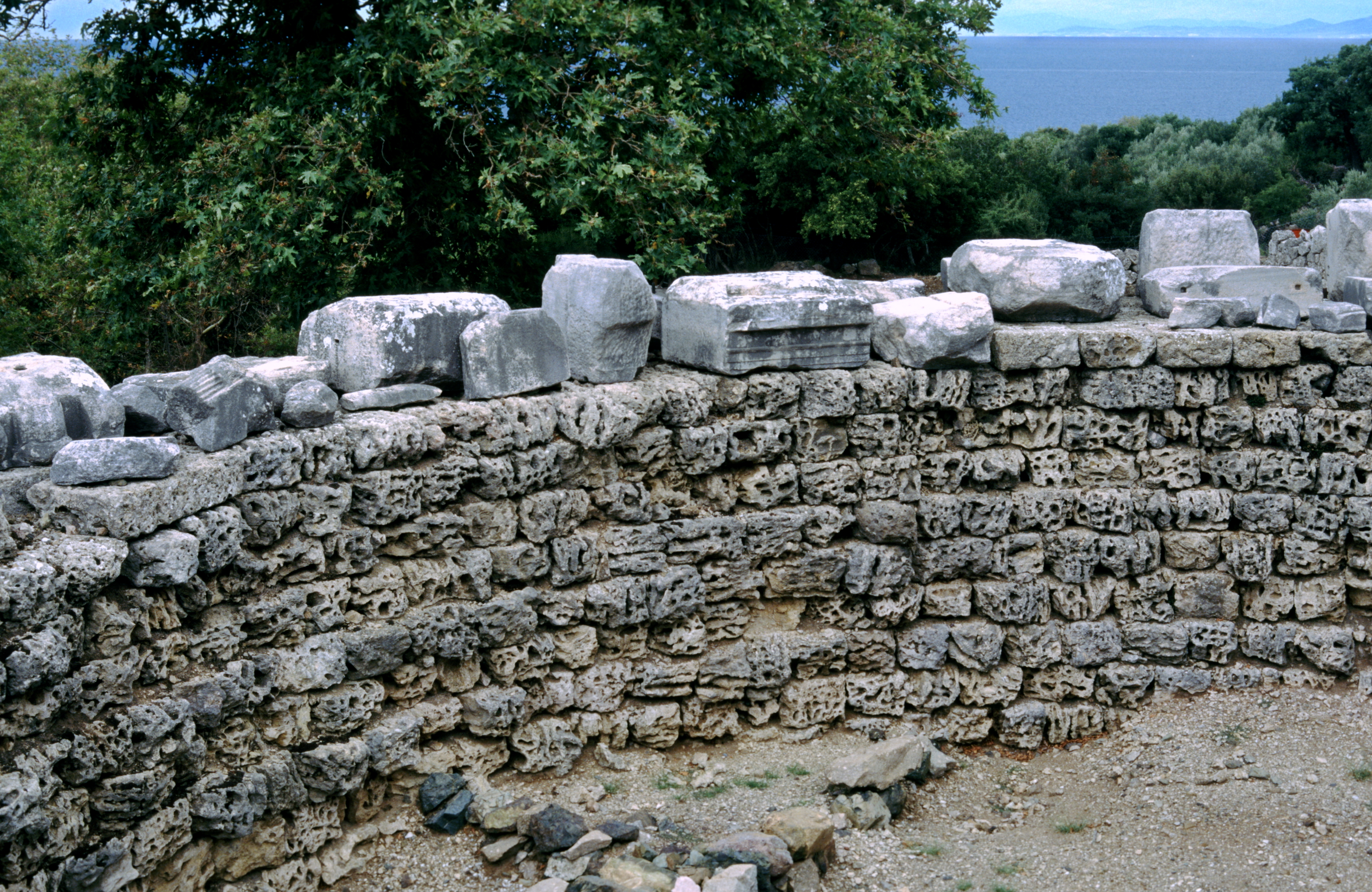
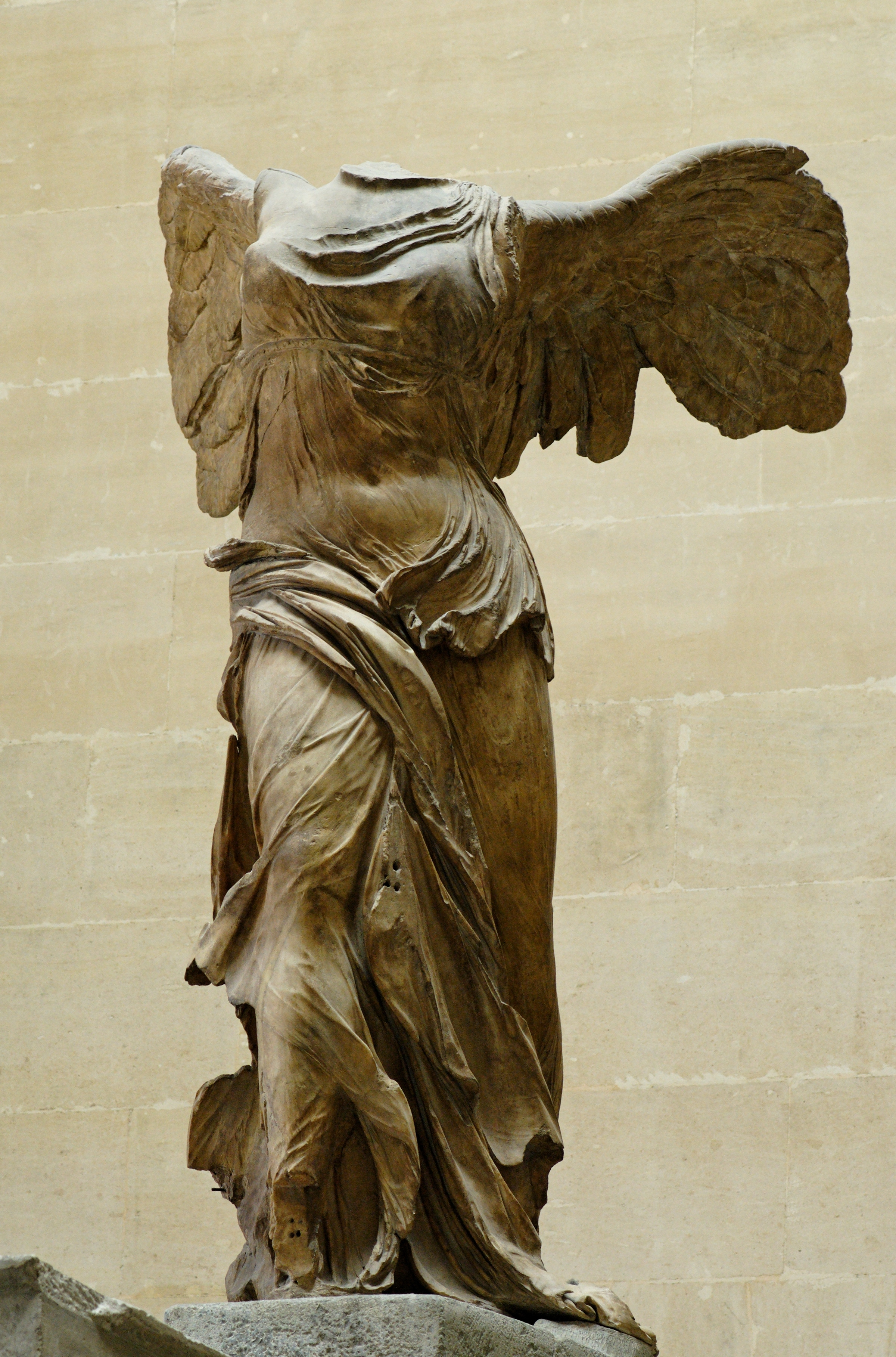
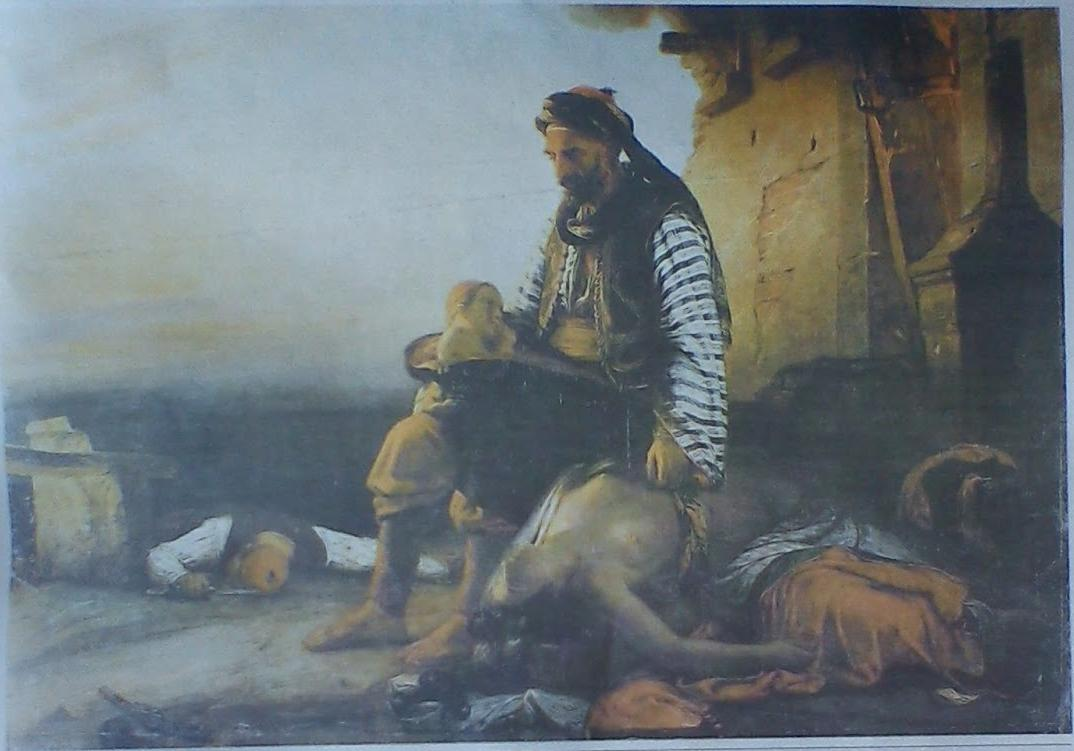